# 3831-es busz
A 3831-es jelzésű autóbuszvonal egy Kány és Pamlény között húzódó helyközi vonal, amelyet a Volánbusz Zrt. üzemeltet munka- és szabadnapokon, Krasznokvajda érintésével.

## Útvonala
Kány bolt megállójától indul. 3 kilométer alatt ér el egy mellékutat, névszerint a 2624-est. Jobbra kanyarodik, majd az első település Büttös. Autóbusz váróterme után Krasznokvajda következik, itt egyetlen tanítási napi érinti a falu Krasznok településrészét, majd nem sokkal arrébb iskolája is kiszolgáltatott néhányszor. Szászfa jön, aztán egyik járat Keresztétéről indul. Az a pár forda Pamlény iskoljánál végállomásozik.
Ellentétes irányban útvonala változatlan.

## Közlekedése
Indításszáma alacsony, legfőképp tanítási napokon közlekednek.
| Viszonylat                                 | Indításszám | Közlekedési rend                         |
| ------------------------------------------ | ----------- | ---------------------------------------- |
| Kány, bolt ➝ Krasznokvajda, isk.           | 1 oda       | tanítási napokon                         |
| Kány, bolt – Pamlény, isk.                 | 1 pár       | tanítási napokon                         |
| Krasznokvajda, óvoda – Pamlény, isk.       | 1 oda       | munkanapokon                             |
| Krasznokvajda, óvoda – Pamlény, isk.       | 1 pár       | szabadnapokon                            |
| Pamlény, isk. ➝ Keresztétei elág.          | 1 oda       | tanítási napokon                         |
| Pamlény, isk. ➝ Keresztétei elág.          | 1 oda       | tanszünetben hétfőn és csütörtökön       |
| Pamlény, isk. ➝ Keresztétei elág.          | 1 oda       | tanszünetben kedden, szerdán és pénteken |
| Keresztéte, kápolna ➝ Krasznokvajda, óvoda | 1 oda       | tanszünetben hétfőn és csütörtökön       |
| Keresztétei elág. ➝ Kány, bolt             | 1 oda       | tanítási napokon                         |

## Megállóhelyei
| 0                                                    | Kány, bolt végállomás                      | 0.0 km  | 3718, 3812                   |
| 1                                                    | Kány, templom                              | 0.4 km  | 3718, 3812                   |
| 2                                                    | Kányi elágazás                             | 2.9 km  | 3812                         |
| 3                                                    | Büttös, autóbusz-váróterem                 | 4.8 km  | 3717, 3718, 3811, 3812       |
| 4                                                    | Büttösi elágazás                           | 6.5 km  | 3717, 3718, 3811, 3812       |
| Tanítási napokon 1 indítás érinti.                   |                                            |         |                              |
| ∫                                                    | Krasznokvajda (Krasznok), Rákóczi utca     | ∫       | 3717, 3718, 3719, 3811, 3812 |
| 4                                                    | Büttösi elágazás                           | 6.5 km  | 3717, 3718, 3811, 3812       |
| 5                                                    | Krasznokvajda, Kossuth út 30.              | 7.3 km  | 3717, 3718, 3719, 3811, 3812 |
| 6                                                    | Krasznokvajda, óvoda vonalközi végállomás  | 7.9 km  | 3717, 3718, 3719, 3811, 3812 |
| Tanítási napokon 1 indítás nem érinti.               |                                            |         |                              |
| 7                                                    | Krasznokvajda, iskola vonalközi végállomás | 8.7 km  | 3718, 3811, 3812             |
| 8                                                    | Krasznokvajda, óvoda vonalközi végállomás  | 9.5 km  | 3717, 3718, 3719, 3811, 3812 |
| 9                                                    | Szászfa, pamlényi elágazás                 | 11.6 km | 3717, 3718, 3719, 3811, 3812 |
| 10                                                   | Keresztétei elágazás vonalközi végállomás  | 12.5 km | 3718, 3811, 3812             |
| Tanszünetben hétfőn és csütörtökön 1 indítás érinti. |                                            |         |                              |
| ∫                                                    | Keresztéte, kápolna vonalközi végállomás   | ∫       | 3718, 3811                   |
| 10                                                   | Keresztétei elágazás vonalközi végállomás  | 12.5 km | 3718, 3811, 3812             |
| 11                                                   | Pamlény, iskola végállomás                 | 15.0 km | 3718, 3811, 3812             |